# Station Ciechno
Station Ciechno was een spoorwegstation in de Poolse plaats Goleniów.